# 法赫尔丁·艾哈迈德
法赫尔丁·艾哈迈德（1940年5月1日—）是孟加拉国的经济学家、政治家，曾任孟加拉国银行前行长。
2007年1月12日，在孟加拉国2006年政治危机期间，他被任命为孟加拉国非政党临时看守政府首席顾问（政府首脑）。他继续担任这一职务将近两年，比通常时间长，但2008年12月29日举行了新的选举，人民联盟根据其多数而批准。

## 早期生涯
艾哈迈德在达卡大学学习经济学。1960年和1961年，别在那里获得了本科和硕士学位，并分别获第一名。之后他在马萨诸塞州的威廉姆斯学院获得了发展经济学硕士学位，并获得普林斯顿大学经济学博士学位。
艾哈迈德之后在达卡大学担任经济学讲师；后来考入巴基斯坦公务员。在孟加拉国解放战争之后，他一直担任孟加拉国的官员。那一年后，他加入了世界银行，在世界银行担任各种中层职位。2001年11月29日，他从世界银行退休，担任孟加拉国的中央银行（孟加拉国银行）行长一职，任至2005年4月30日。
2005年6月1日起，他成为该国顶级小额信贷组织帕利卡玛-萨哈亚克基金会（英語：Palli Karma-Sahayak Foundation）的总裁。

## 2007年中期看守政府

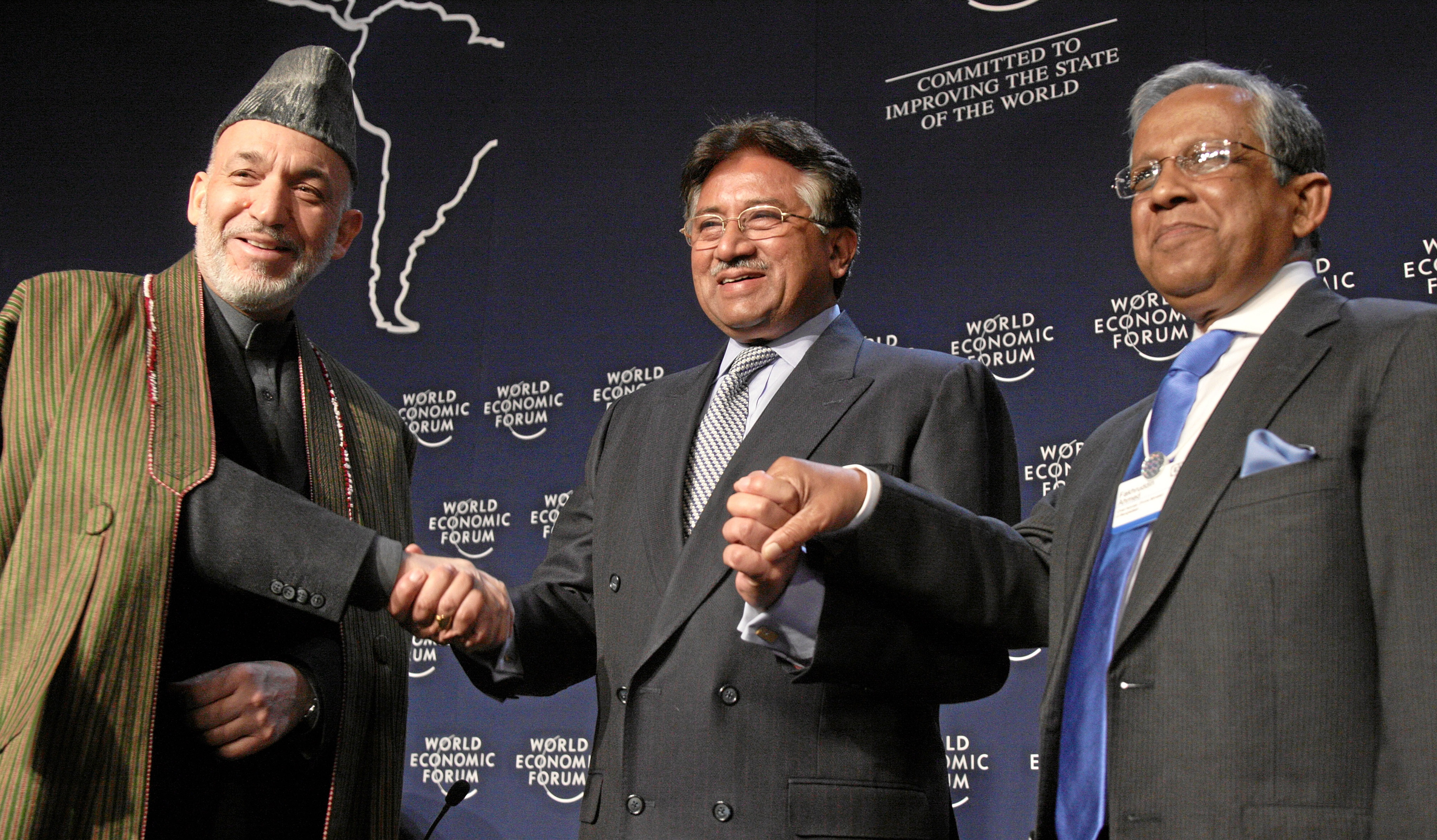
2008年世界经济论坛年会，他与哈米德·卡尔扎伊、佩尔韦兹·穆沙拉夫

2007年1月12日，亚杰丁·艾哈迈德总统宣布法赫鲁丁·艾哈迈德担任临时看守政府（政府类型）首席顾问，取代此前总统领导下的前临时政府。法赫鲁丁·艾哈迈德终结了无政府状态，这种无政府状态曾经威胁席卷这个动荡的国家。在一个被普遍认为是世界上最腐败的国家，艾哈迈德在他任职期间进行反腐败运动。
超过160名高级政治家、高级公务员和安全官员因贪污和其他经济犯罪而被捕。其中包括两个主要政党的前部长，即阿瓦米联盟和孟加拉国民党，其中包括前总理谢赫·哈西娜和卡莉达·齐亚，以及前代理总理法兹勒·哈克。
2007年6月3日，艾哈迈德因为天气太热,，在一次植树活动中发表演讲时晕倒，他被送进了医院。同日晚些时候，他出院并自称身体良好。
2008年孟加拉国选举之后，新议会成立。2009年1月6日，临时政府让位于当选的人民联盟政府，该政府获得三分之二多数。之后艾哈迈德退休，现在住在美国。